# Otnäs
Otnäs (finska: Otaniemi) är en stadsdel i Esbo stad och hör administrativt till Stor-Hagalund storområde. 
Otnäs är mest känt som hemvist för Aalto-universitetet och området har kallats Finlands enda campus. Alvar Aalto har planerat campusområdet och de första studentbostäderna blev klara år 1951. De fungerade som olympiaby under Olympiska sommarspelen 1952 i Helsingfors. Nya studentlägenheter byggdes år 2005 för att inhysa idrottare under VM i friidrott 2005. 
Namnet Otnäs är ett gammalt bynamn: Othenäs (1527), Ottnesby (1540), Outenesby (1543). Namnet baserar sig på det finska mansnamnet Uoti eller lågtyska Ode (av Oluf). Det finska namnet Otaniemi togs i bruk på 1930-talet.
Kontorsområdet Kägeludden, med bland annat Nokias och Fortums huvudkontor, ligger i södra Otnäs. 

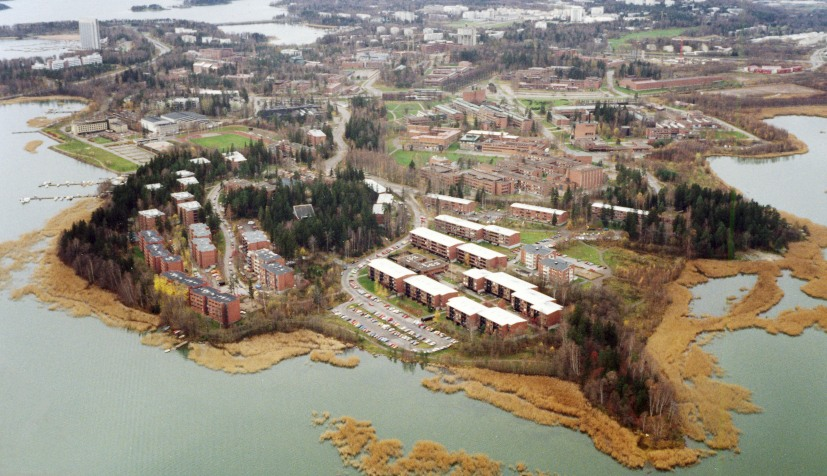
Otnäs ur ett fågelperspektiv
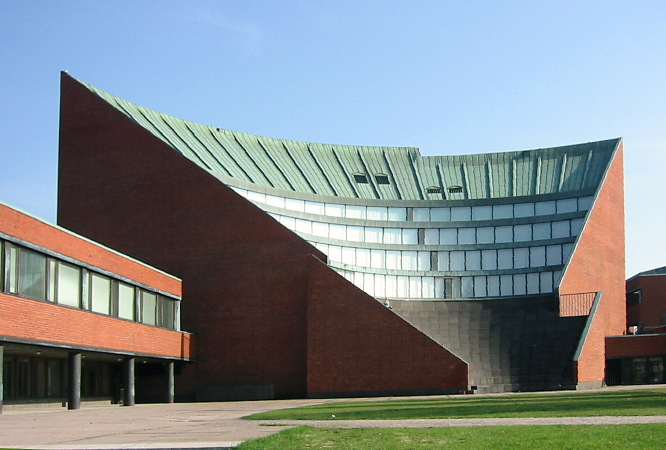
TH:s huvudbyggnad, arkitekt Alvar Aalto
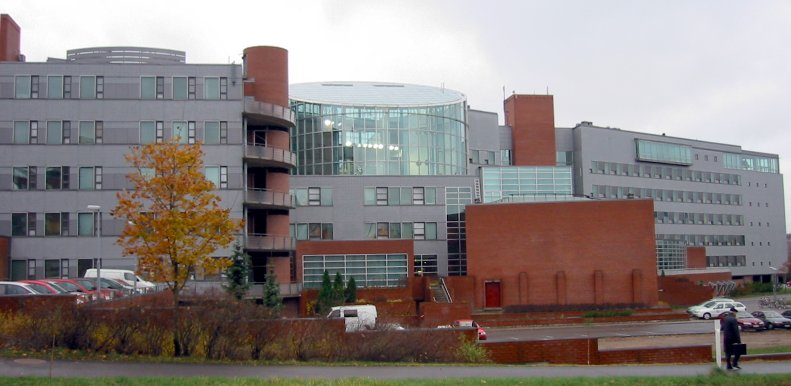
Innopoli